# Caconda
Caconda is een geslacht van rechtvleugeligen uit de familie Pyrgomorphidae. De wetenschappelijke naam van dit geslacht is voor het eerst geldig gepubliceerd in 1884 door Bolívar.

## Soorten
Het geslacht Caconda omvat de volgende soorten:
- Caconda burri Kevan, 1952
- Caconda fusca Bolívar, 1884